# Krzywa Góra (województwo opolskie)
Krzywa Góra – wieś w Polsce położona w województwie opolskim, w powiecie namysłowskim, w gminie Pokój.
W latach 1975–1998 miejscowość administracyjnie należała do ówczesnego województwa opolskiego.

## Nazwa
W alfabetycznym spisie miejscowości na terenie Śląska wydanym w 1830 roku we Wrocławiu przez Johanna Knie miejscowość występuje pod polską nazwą Krziwogura oraz nazwą zgermanizowaną Blumenthal. Topograficzny podręcznik Górnego Śląska z 1865 roku notuje miejscowość jako kolonię pod niemiecką nazwą Blumenthal, a także wymienia obecnie stosowaną, polską nazwę Krziwogora we fragmencie: "Die Colonie Blumentahal (Krziwogora)".

## Zabytki
Do wojewódzkiego rejestru zabytków wpisany jest cmentarz rzym.-kat., z 1810 r.